# Janusz Kapuścik
Janusz Jerzy Kapuścik (ur. 20 czerwca 1932 w Częstochowie, zm. 30 czerwca 1999 w Warszawie) – polski bibliotekoznawca, bibliograf, historyk medycyny i nauki, redaktor, profesor nauk humanistycznych, dyrektor Biblioteki Głównej Akademii Medycznej oraz Głównej Biblioteki Lekarskiej im. Stanisława Konopki w Warszawie.

## Życiorys
Odbył studia z filologii polskiej I stopnia (1950–1953) na Wydziale Humanistycznym Uniwersytetu Jagiellońskiego i z bibliotekoznawstwa II stopnia (1955) na Wydziale Filologicznym Uniwersytetu Warszawskiego. W 1973 uzyskał stopień doktora na Wydziale Filologii Polskiej i Słowiańskiej Uniwersytetu Warszawskiego na podstawie rozprawy Wiadomości historyczno-krytyczne Józefa Maksymiliana Ossolińskiego: kontekst kulturowy, budowa, znaczenia, której promotorem była prof. dr hab. Maria Staszewska, a w 1985 stopień doktora habilitowanego na Wydziale Filologicznym Uniwersytetu Łódzkiego na podstawie rozprawy: Wacław Aleksander Maciejowski i jego „Piśmiennictwo polskie”: między bibliografią a historią literatury (recenzenci: prof. dr hab. Maria Dembowska (UW), prof. dr hab. Stefan Sawicki (KUL), prof. dr Jerzy Starnawski (UŁ)). Dnia 24 stycznia 1997 Prezydent RP nadał Januszowi Kapuścikowi tytuł naukowy profesora nauk humanistycznych.
Pracował m.in. w Ośrodku Informacji Naukowej i Bibliograficznej, Bibliotece Głównej Akademii Medycznej w Warszawie (w latach 1973–1981 był dyrektorem), Głównej Bibliotece Lekarskiej im. prof. dr. Stanisława Konopki w Warszawie (dyrektor w latach 1981–1999) i równolegle w Katedrze Literatury Staropolskiej oraz w Katedra Bibliotekoznawstwa i Informacji Naukowej Uniwersytetu Łódzkiego.
Zainteresowania badawcze Janusza Kapuścika dotyczyły polonistyki, historii nauki, kultury, medycyny, bibliografii, biografistyki, bibliotekarstwa, księgoznawstwa, edytorstwa. Był autorem i współautorem ok. 300 publikacji: książek, artykułów, recenzji. Opracowywał hasła encyklopedyczne i słownikowe współpracując z redakcjami „Polskiego słownika biograficznego”, „Słownika pracowników książki polskiej”, „Wielkiej Encyklopedii PWN”, był inicjatorem i redaktorem naukowym słownika biograficznego „Współcześni uczeni polscy”. Był redaktorem naczelnym „Pamiętnika Towarzystwa Lekarskiego Warszawskiego”, „Biuletynu Głównej Biblioteki Lekarskiej”.
Był prezesem Towarzystwa Przyjaciół Książki, członkiem Kapituły Orderu Białego Kruka Zakonu Bibliofilskiego.
Był żonaty z Moniką Kwiecińską (1939–2009), polonistką i dziennikarką; mieli córkę Beatę (ur. 1962), magistra inżyniera ogrodnictwa.
Został pochowany na cmentarzu Bródnowskim w Warszawie (kwatera 55 L-4-27).

## Odznaczenia
- Krzyż Oficerski Orderu Odrodzenia Polski (1995),
- Krzyż Kawalerski Orderu Odrodzenia Polski (1984),
- Złoty Krzyż Zasługi (1976),
- Odznaka „Zasłużony Działacz Kultury” (1975),
- Honorowy Obywatel m. Kalisza (1983),
- Honorową Odznakę Stowarzyszenia Bibliotekarzy Polskich (1988).